# معرض لحد
معرض لحد هو معرض فني معاصر، تأسس في عام 2005 في الرياض في المملكة العربية السعودية لإنشاء مركز تنسيق للفنانات من الخليج العربي،  في عام 2010 انتقل إلى موقعها الحالي في هامبستيد لندن.
أصبح «لحد جاليري» مكانًا معروفًا للمعارض يمثل الفن المعاصر لمناطق الشرق الأوسط وشمال إفريقيا وجنوب آسيا، تعرض أعمال الفنانون ي فسوق دولية باستخدام معرض إلكتروني على الإنترنت، فضلاً عن أماكن ومعارض وأحداث موسيقى البوب الدولية السنوية في جميع أنحاء العالم.

## روابط خارجية
- موقع معرض لحد نسخة محفوظة 31 يناير 2020 على موقع واي باك مشين.
- مقال عن فن الأرنب
- ساتشي غاليري مقالة عن معرض لحد
- تغطية فن لندن
- مقال عن مراجعة الفن